# سونینگ یونیورسال
سونینگ یونیورسال (انگلیسی: Suning Universal) شرکت املاک چینی است، که در سال ۱۹۹۸ تأسیس شد.